# Günther av Schwarzburg
Günther av Schwarzburg, född 1304, död 14 juni 1349, var en Tysk-romersk kung. Han var son till Henrik XII av Schwartzburg.
Efter faderns död 1324 förvaltade Günther arvlandet tillsammans med brodern Henrik. Han utvidgade genom köp väsentligt sitt landområde. I de tyska inbördesstriderna räknades Günther som en av kejsar Ludvigs trognaste anhängare. Efter Ludvigs död blev Günther det wittelsbachska partiets tronkandidat gentemot Karl IV. Kort efter valet drabbades Günther av en dödlig sjukdom, enligt rykte förorsakad av förgiftning. Trots militära framgångar mot Karl avsade sig Günther sin krona mot gottgörelse i penningar och landområden. Han avled omedelbart därefter.